# Ischnomela gracilis
Ischnomela gracilis är en insektsart som beskrevs av Carl Stål 1873. Ischnomela gracilis ingår i släktet Ischnomela och familjen vårtbitare.

## Underarter
Arten delas in i följande underarter:
- I. g. ecuadorica
- I. g. gracilis